# Камптон Хил (Илиноис)
Камптон Хил (енгл. Campton Hills) град је у америчкој савезној држави Илиноис.

## Демографија
По попису из 2010. године број становника је 11.131.
| Група             | 2000.    | 2010.          |
| Белци             | 0 (0,0%) | 10.341 (92,9%) |
| Афроамериканци    | 0 (0,0%) | 61 (0,5%)      |
| Азијати           | 0 (0,0%) | 198 (1,8%)     |
| Хиспаноамериканци | 0 (0,0%) | 406 (3,6%)     |
| Укупно            | 0        | 11.131         |